# Cause You Are Young
A Cause You Are Young című kislemez a német-holland származású C.C.Catch 2. kislemeze a Catch the Catch című albumról. A dal számos országban slágerlistás helyezett volt. A kislemezen a One Night's Not Enough című dal is helyet kapott.

## Tracklista
7" kislemez
Spanyol kiadás (Ariola Eurodisc S.A. A-107.885) 
1. "Cause You Are Young" - 3:20
2. "One Night's Not Enough" - 3:22

12 Maxi
Németországi kiadás (Hansa 602 144)
1. "Cause You Are Young" (Maxi Version) - 4:55
2. "One Night's Not Enough" (Maxi Version) - 5:17

## Slágerlista
| Slágerlista(1986) | Legmagasabb helyezés |
| ----------------- | -------------------- |
| Németország       | 9                    |
| Ausztria          | 28                   |
| Spanyolország     | 6                    |
| Svájc             | 8                    |

## Külső hivatkozások
- Dalszöveg[6]